# 星系

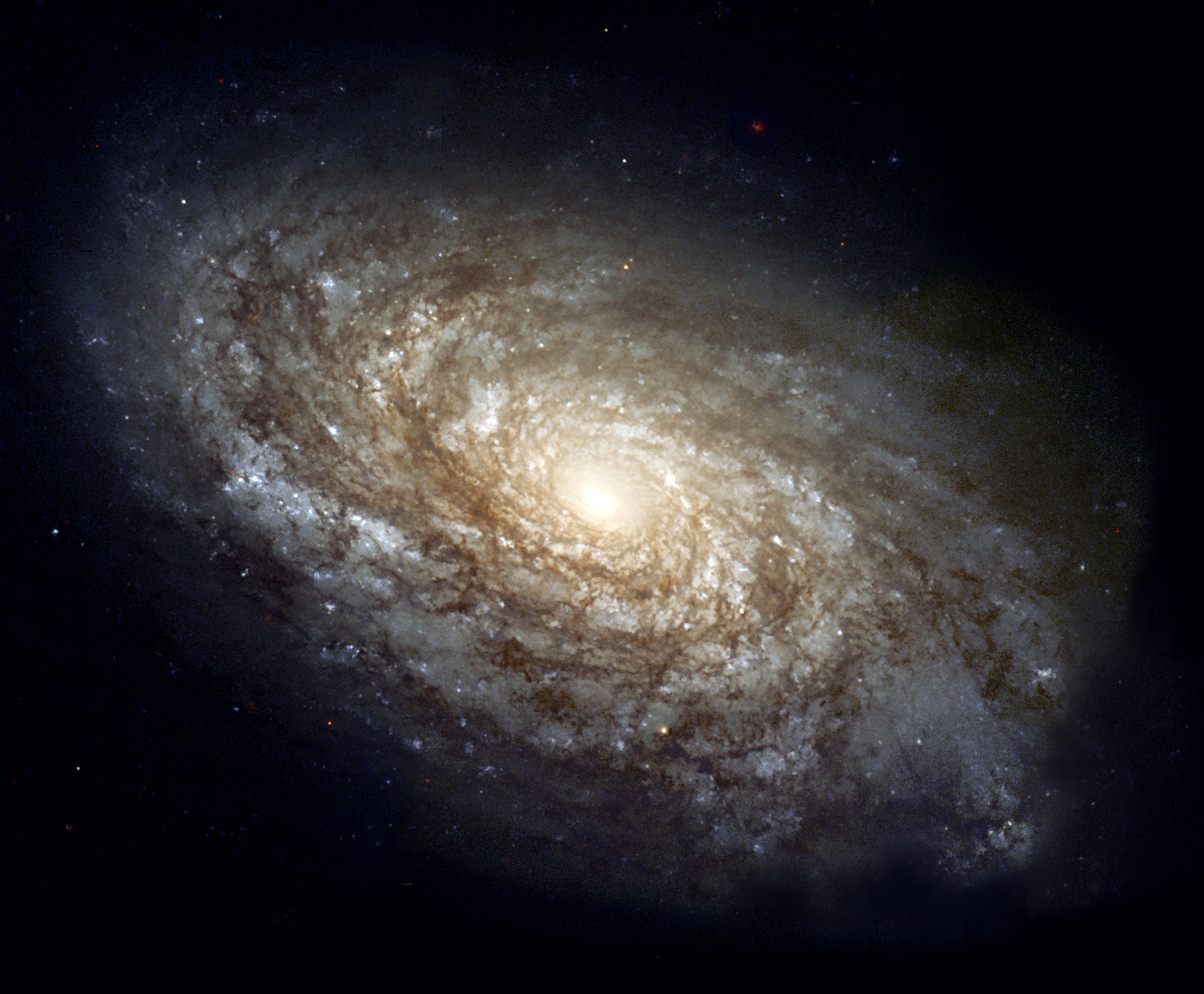
位於后髮座的NGC 4414是一个典型的螺旋星系，直径55,000光年，距離6,520萬光年。圖片來源：哈伯太空望遠鏡NASA／ESA

弧形的银河系照耀帕瑞纳天文台。

星系（英語：Galaxy）是由恆星、恆星遺骸、星際氣體、塵埃和暗物質等組成，並受到引力綁定的系統。Galaxy 這個詞源於希臘 isgalaxias，字面的意思是「銀河」（請參考銀河系）。星系的大小從只有幾億顆（108）恆星的矮星系到擁有上兆顆（1014）恆星的巨大星系，都繞著其質量中心運行。銀河系是包括地球在內的太陽系所在的星系。銀河系以外的星系被合稱為河外星系。
星系根據在視覺上的型態分類為橢圓、螺旋或不規則。許多星系被認為在它們的中心有超大質量黑洞。銀河系中心的黑洞，被稱為人馬座A*，其質量是太陽的400萬倍。 截至2016年3月，GN-z11是觀測到的最古老、最遙遠星系，距離地球的同移距離是320億光年，也就是說在大爆炸之後僅4億年它就存在了。
2016年發布的一項研究報告，修正了可觀測宇宙中的星系數量，從之前估計的2000億（2×1011）建議增加為2兆（2×1012）或更多，並且就整體而言，估計恆星的數量多達1×1024顆（比地球上所有沙粒的數目還要多）。大多數星系的直徑在1,000至100,000秒差距（3,000至300,000光年）之間，並且相隔距離的數量級在百萬秒差距。相比較之下，銀河系的直徑是30,000秒差距（100,000光年），與它最近的大星系鄰居是相隔78萬秒差距（250萬光年）的仙女座星系。
在星系之間的空間充滿了稀薄的氣體（星際物質），其平均密度小於每立方米一個原子。大多數星系在引力作用下會組織成星系群、星系團和超星系團。銀河系是本星系群的一部分，本星系群由銀河系和仙女座星系主導，它又是室女超星系團的一部分。在宇宙的大尺度中，這些組合通常被排列成星系片和細絲，圍繞在空洞的周圍。本星系群和室女超星系團都包含在一個更大的宇宙結構中，稱為拉尼亞凱亞。

## 詞源
galaxy（星系）這個詞是從法語和中世紀拉丁語借用的，而它們又源自希臘語的牛奶路（Milky Way），galaxías (kúklos) 'milky（圓圈）'，是依據它在天空中呈現乳白色光帶的外觀命名。在希臘神話中，宙斯在赫拉睡著的時候，把一個凡人所生的兒子，還是嬰兒的赫拉克勒斯放在她的乳房上，讓他喝下她神聖的奶汁，從而長生不老。赫拉在哺乳期間醒來，然後意識到她正在哺乳一個不知名的嬰兒：她把嬰兒推開，因而有一些乳汁溢出，產生了這一條被稱為銀河的光帶。
在天文的文獻中，首字母大寫的"Galaxy"是指我們的星系：銀河系，以與宇宙中其它的星系有所區別。英文的術語Milky Way可以追溯到喬叟的故事约1380：
"看那邊，洛，銀河系
 它的意思就是 the Milky Wey（牛奶路），
 命中注定的。"——傑弗里·喬叟，名人堂
星系在通過望遠鏡發現之初，被稱為螺旋星雲。在18與19世紀，大多數的天文學家認為它們要麼是未能分辨的星團，要不就是沒有恆星的星雲，但都認為是銀河系的一部分，而它們的真實組成和性質仍然是個謎。使用大型望遠鏡對附近的幾個明亮的星系，例如仙女座星系進行的觀測，開始將它們分解成巨大的恆星群，但僅僅基於表面上的黯淡度和純粹的恆星族群，這些天體的真實距離使它們遠遠的超出了銀河系的範圍。由於這個原因，他們被通俗的稱為島宇宙，但因為宇宙一詞存在著全部的意思，這個名詞很快就被廢棄了。取而代之的，就是簡單的稱為星系。

## 命名法

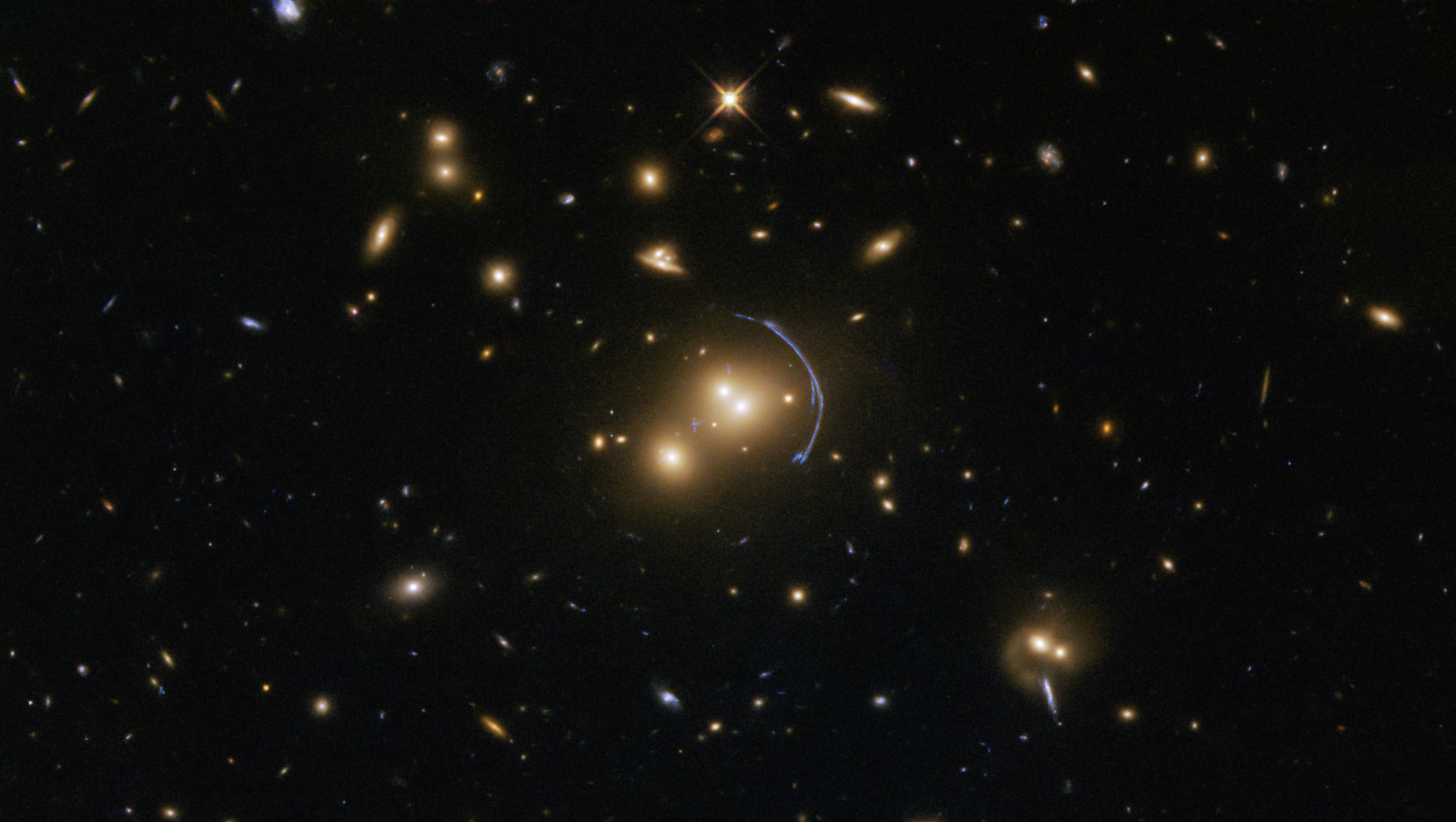
星系團SDSS J1152+3313。SDSS表示史隆數位巡天，J表示儒略曆元，還有1152+3313表示赤經和赤緯

數以萬計的星系已經編入目錄中，但只有少數幾個星系有明確的名稱，例如仙女座星系、麥哲倫雲、渦狀星系和濶邊帽星系。天文學家使用某些星表中的數值，例如梅西耶表、NGC（NGC天體表）、IC（索引星表）、CGCG（星系和星系團表）、MCG（星系形態目錄）、和UGC（星系的烏普薩拉總目錄）來稱呼一些星系。所有著名的星系都會出現在一個或多個星表中，而且在每個星表中的數值名稱都不一樣。以M109為例，它是一個螺旋星系，在梅西耶表中是第109個天體，但也可以稱為NGC 3992、 UGC 6937、CGCG 269-023、MCG +09-20-044、和PGC 37617。

## 觀測簡史
意識到我們所屬的銀河銀河系只是眾多星系中的一個，這與關於銀河系和其它星雲的重大發現是一致的。

### 銀河系
希臘哲學家德謨克利特（西元前450–370）提出，夜空中被稱為銀河的明亮光帶可能是由遙遠的恆星。
然而，亞里斯多德（西元前384–322）認為，銀河是由一些恆星噴出的炙熱氣體點燃的。這些恆星在世界中與天上運動相連接的次元球區，它們是巨大、數量眾多和緊密的，並且點燃的火發生在大氣層的上層。新柏拉圖主義的哲學家小奧林匹多羅斯（西元约495–570）對這一點抱持懷疑的態度，他認為如果銀河位於地球和月球之間，那麼在地球上不同的時間和地點，應該會表現出有所不同，它應該有視差，但它沒有。在他看來，銀河應該是天體。
依據莫罕默德，阿拉伯天文學家海什木（西元965-1037）首次嘗試觀察和量測銀河的視差，由於銀河沒有視差，因此，他斷定它必然不屬於大氣層，而在其外並且遠離地球。波斯天文學家比魯尼（西元973-1048）提出，銀河是"無數星雲、恆星性質碎片的集合"。安達魯斯天文學家伊本·巴哲（"Avempace"，西元d.1138）提出，銀河由許多幾乎相互接觸的恆星組成，由於受到次元（sublunary）物質折射的影響，看起來像是一個連續的影像，他引用自身對木星和火星合的觀察，作為當兩個物體靠近時發生這種現象的證據。在14世紀，出生於敘利亞的伊本·巴圖塔提出銀河是由"無數微小恆星組成的固體球體"。

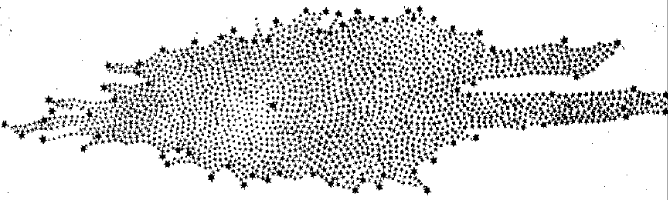
威廉·赫歇爾假設太陽在靠近中心之處根據恆星數量估算，在1785年提出的銀河系形狀

1610年，義大利天文學家伽利略使用望遠鏡研究銀河系，發現它是由大量黯淡的恆星組成，這一事實證明了銀河系是由許多恆星組成的。
在1750年，英國天文學家湯姆斯·萊特在他著作的《宇宙的原始理論或新假設》中，推測銀河系可能類似於太陽系，但規模要大得多，是由引力聚集大量恆星組成的旋轉體。由此產生的星盤，我們可以在星盤內部的透視圖上，看到它在天空上呈現一條帶狀物。在1755年的一篇論文中，伊曼努爾·康德詳細了解萊特關於銀河系結構的觀點。
威廉·赫歇爾是第一位描述銀河系形狀和太陽位置的天文學家。他通過計算天空中不同位置的恆星數量，在1785年完成這項工作。他以太陽靠近中心的星系中心論繪製了一張銀河系形狀的圖。雅各布斯·卡普坦採用精益求精的方法，在1920年得到了一個太陽靠近中心的小橢圓形星系（直徑15,000秒差距）圖片。哈羅·沙普利基於球狀星團的分布，採用不同的方法，得到了一個完全不同的畫面：直徑約70,000秒差距的平坦盤面，而且太陽遠離盤面中心。這兩種分析都沒有考慮到銀河平面中存在的宇宙塵埃對光的吸收，但是羅伯特·朱利斯·川普勒通過對疏散星團的研究，在1930年量化了這種影響之後，就出現了我們宿主星系當前的圖片。

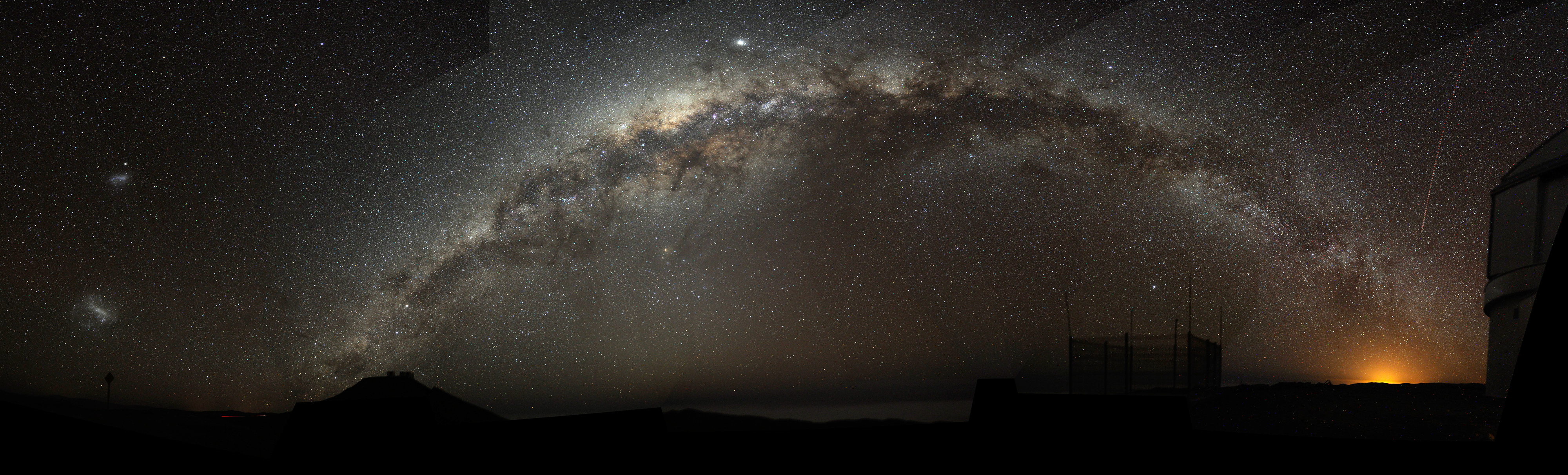
以魚眼鏡頭在智利拍攝的銀河系馬賽克。銀河在黑暗的夜空中以很高的傾角隆起，銀河系的衛星星系，麥哲倫雲出現在左邊的邊緣附近

### 與其他星雲的區別
在黑暗的夜晚，裸眼可以看到銀河系之外的一些星系，包括仙女座星系、大麥哲倫星系、小麥哲倫星系和三角座星系。在10世紀，波斯天文學家阿卜杜勒-拉赫曼·蘇菲對仙女座星系進行了有紀錄以來最早的鑑定，將其描述為一個"小雲"。在964年，蘇菲可能在他的《恆星之書》（指在"阿拉伯南部的阿爾巴克爾"，因為在他居住的緯度是看不到南緯70；直到16世紀麥哲倫航海，麥哲倫雲才為歐洲人熟知。）中提到了大麥哲倫星系。仙女座星系後來在1612年被西門·馬里烏斯獨立地發現。
在1734年，哲學家伊曼紐·斯威登堡在他的《Principia》中推測，在我們自己的銀河系之外，可能會有星系形成星系團，這些星系團只是宇宙中極小的部分，宇宙遠遠超出我們能看到的。這樣的觀點"非常接近當今的宇宙觀"。
在1745年，皮埃爾·莫佩爾蒂推測一些類似星雲的天體是具有獨特性質恆星的集合，包括自身產生發光超光速體的恆星；並重複了約翰·赫維留的觀點，即亮點的質量是巨大，而由於自身的旋轉而變得扁平。
在1750年，湯姆斯·萊特推測銀河系是一個扁平的星盤，在夜空中可見的一些星雲可能是獨立的星系。

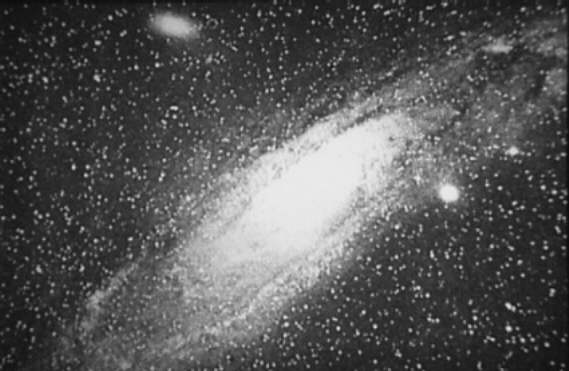
以撒·羅伯斯在1899年拍攝的"仙女座大星雲"，後來被確認是仙女座星系

在18世紀末，查爾斯·梅西耶編製了星表，收錄了109個最亮的天體，而它們都是外觀模糊的。隨後，威廉·赫歇爾收集了5,000個星雲，集結成目錄。在1845年，羅西勳爵建造了一架新的望遠鏡，能够區分橢圓星雲和螺旋星雲。他還設法找出這些星雲中個別的點光源，為康德早期的推測提供了依據。
在1912年，維斯托·斯里弗對最亮的螺旋星雲進行光譜研究，以確定它們的組成。斯里弗發現螺旋星雲有很高的都卜勒頻移，這表明它們的運動速度超過了他所測量到恆星的速度。他發現這些星雲的大多數都在遠離我們。
在1917年，希伯·柯蒂斯在仙女座星雲中觀測到新星仙女座S（當時已經將仙女座星系收錄為梅西耶天體，稱為M31）。在蒐索攝影紀錄時，他又發現了11顆。柯蒂斯注意到，這些新星平均比我們銀河系的新星要暗10個星等。由於這個結果，他估計仙女座星系的距離在150,000秒差距。他成為所謂"島宇宙"假說的支持者，該假說認為螺旋星雲實際上是獨立的星系。
哈羅·沙普利和希伯·柯蒂斯在1920年，就關於星系的性質、螺旋星雲和宇宙的維度的進行了世紀大辯論。為了支持他關於仙女座星雲是銀河系外的一個星系的說法，柯蒂斯注意到銀河系中出現類似於塵埃雲的暗帶，以及顯著的都卜勒頻移。
在1922年，愛沙尼亞天文學家恩斯特·厄皮克給出了一個距離測定，支持仙女座星雲確實是一個銀河系外天體的理論。愛德溫·哈伯使用威爾遜山天文台新的100英吋望遠鏡，可以解析出一些螺旋星雲外側那些恆星集合中的單獨個體，並識別初一些造父變星，從而能夠讓他測量出這些星雲的距離：它們太遙遠，不能成為銀河系的一部分。在1926年，哈伯提出了一個至今能在使用的星系型態分類法。

### 現代研究

典型的螺旋星系自轉曲線：（A）根據可見物質預測的曲線，和（B）實際觀測的曲線。距離是從星系核心起算

在1944年，亨德里克·C·范德胡斯特預測可以從星際原子氫氣體中探測到21公分的微波輻射；並且在1951年有人探測到。這種輻射不受塵埃吸收的影響，因此他的都卜勒頻移可以用來繪製星系中氣體的運動圖。這些觀測的結果導致在我們的星系中心有一個旋轉的棒狀結構的假說。隨著電波望遠鏡的改進，也可以追蹤在其他星系中的氫氣。在1970年代，薇拉·魯賓的觀測揭示了星系自轉速度與可見的恆星和氣體總質量預測值之間的差異。今天，星系自轉問題被認為是存在著大量看不見的暗物質來。

科學家們利用大天文台起源深空巡天（GOODS）調查中可見的星系來重新計算星系的總數

從20世紀的90年代開始，哈伯太空望遠鏡獲得了更好的觀測結果。除此之外，哈伯的數據幫助我們確定了銀河系中缺失的暗物質，不可能僅僅由本來就很小很暗的恆星組成。哈伯深空是對天空中非常空曠的部分進行極長時間的曝光，它提供了證據，證明在可觀測宇宙中大約有1,250億（1.25×1011）星系。探測人類看不見的光譜的科技進步（電波望遠鏡、紅外線照相機、和X射線望遠鏡），可以探測到哈伯未能探測到的星系。特別是在隱帶（在可見光波段被銀河系遮蔽的天空區域）的星系調查，揭示了許多新的星系。
在2016年，發表在天文物理期刊上，由諾丁漢大學Christopher Conselice領導的一項研究，通過對哈伯太空望遠鏡20年來所收集的影像進行三維建模得出的結論，在可觀測宇宙中有超過2兆個（2×1012）星系。

## 類型和形態

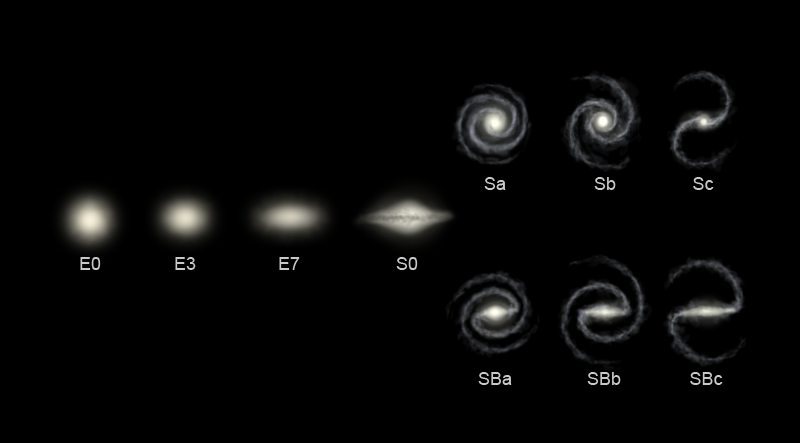
根據哈伯分類方案的星系類型： E表示橢圓星系，S是螺旋星系，SB是棒旋星系

星系主要有三種類型：橢圓星系、螺旋星系和不規則星系。哈伯序列根據其外觀，對星系類型的描述更為廣泛。由於哈伯序列完全基於視覺型態的類型（形狀），因此它可能錯過星系的某些重要特徵，例如星暴星系中的恆星形成速率和活動星系核心的活動。

### 橢圓星系
哈伯分類系統根據橢圓度對橢圓星系進行分類，橢圓度從E0到E7（扁平率增加）。這些星系有一個橢球體的輪廓，無論觀察角度為何，都呈現出橢圓形的外觀。從它們的外觀來看，幾乎沒有結構，而且通常只有相對較少的星際物質。因此，這些星系的疏散星團比例也很低，而且新恆星形成的速度也將低了。另一方面，它們通常由更古老、更為演化的恆星所支配，它們的恆星以隨機的方向圍繞著共同的質心運行。因為恆星在初始爆發後就停止，恆星只含有低豐度的重元素。從這個意義上說，它們與小得多的球狀星團有些相似。
最大的星系是巨橢圓星系。許多橢圓星系被認為是由於星系交互作用所導致的碰撞和合併而形成。它們可以長到巨大的尺寸（例如，與螺旋星系比較），巨橢圓星系通常是在大的星系團核心附近被發現。
cD 型星系
最大的星系是 cD 型星系，  它們通常被稱為超巨橢圓星系，是已知暫CD型星系最大、最亮的星系。這些星系的特徵是中央橢圓形核，帶有廣泛而微弱的恆星光環，延伸至兆秒差距尺度。

#### 殼層星系

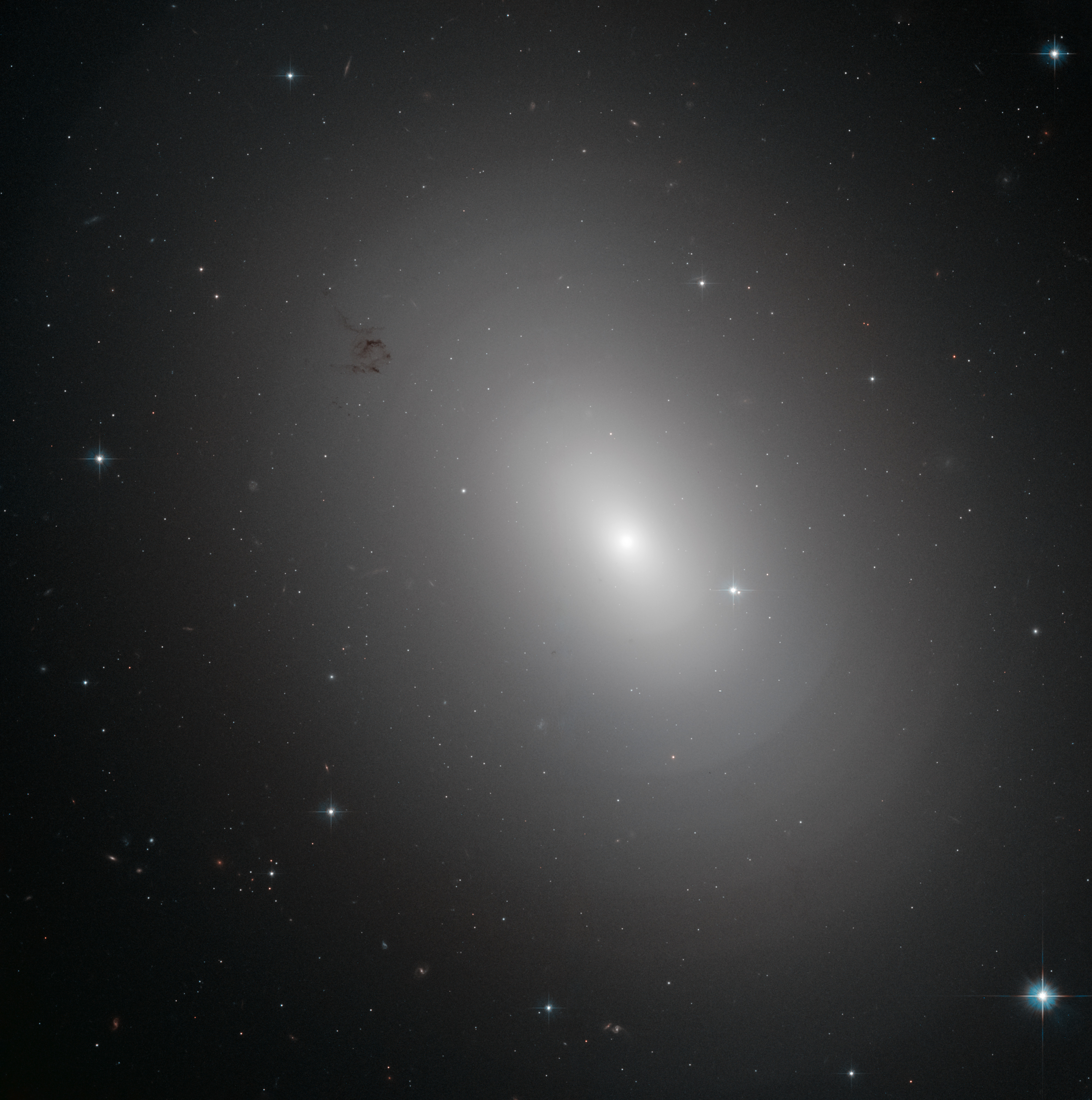
哈伯拍攝的殼層星系NGC 3923

殼層星系是星系暈中的恒星排列在同心殼層中的橢圓星系。大約十分之一的橢圓星系具有這種殼層狀的結構，而在螺旋星系中從未觀測到這種結構。一般認為，當一個較大的星系吸收掉一個較小的衛星星系時，就會形成這種殼層狀的結構。當兩個星系靠近時，中心的恆星就會圍繞著一個中心點開始振盪，這種振盪產生的引力漣漪，類似於在水面上傳播的漣漪，形成恆星的外殼。例如，星系NGC 3923有超過20個殼層。

### 螺旋星系

風車星系，NGC 5457

螺旋星系類似於螺旋狀風車。雖然這種星系包含的恆星和其它見的物質大多位於一個平面上，但大多數的質量都存在於暗物質中，以大致呈球形的星系暈環繞在星系周圍。星系暈的範圍超出可見部分，通過對星系自轉曲線的觀察，證實了暗物質的分布。
螺旋星系由恆星和星際物質組成旋轉的盤面，較老的恆星一般聚集在中心形成凸起的核球，相對較明亮的螺旋臂從核球向外延伸。在哈伯分類系統中，螺旋星系以S代表類型，後面跟隨小寫字母（a、b、或c），表示螺旋臂的鬆緊度和中央核球的大小。Sa是星系的螺旋臂緊密，以致不易界定範圍和辨識，並且擁有相對較大的核球。另一端的例子是Sc，呈現開放的狀態，螺旋臂可以明確的辨認，核球也相對較小。螺旋臂不明確的螺旋星系有時會稱為絮結螺旋星系；與擁有突出且可明確辨識螺旋臂的宏觀螺旋星系形成鮮明的對比。因為有些螺旋星系的盤面有厚厚的凸起，而另一些則很薄又密實，因此星系旋轉的速度被認為與圓盤的平坦度相關。

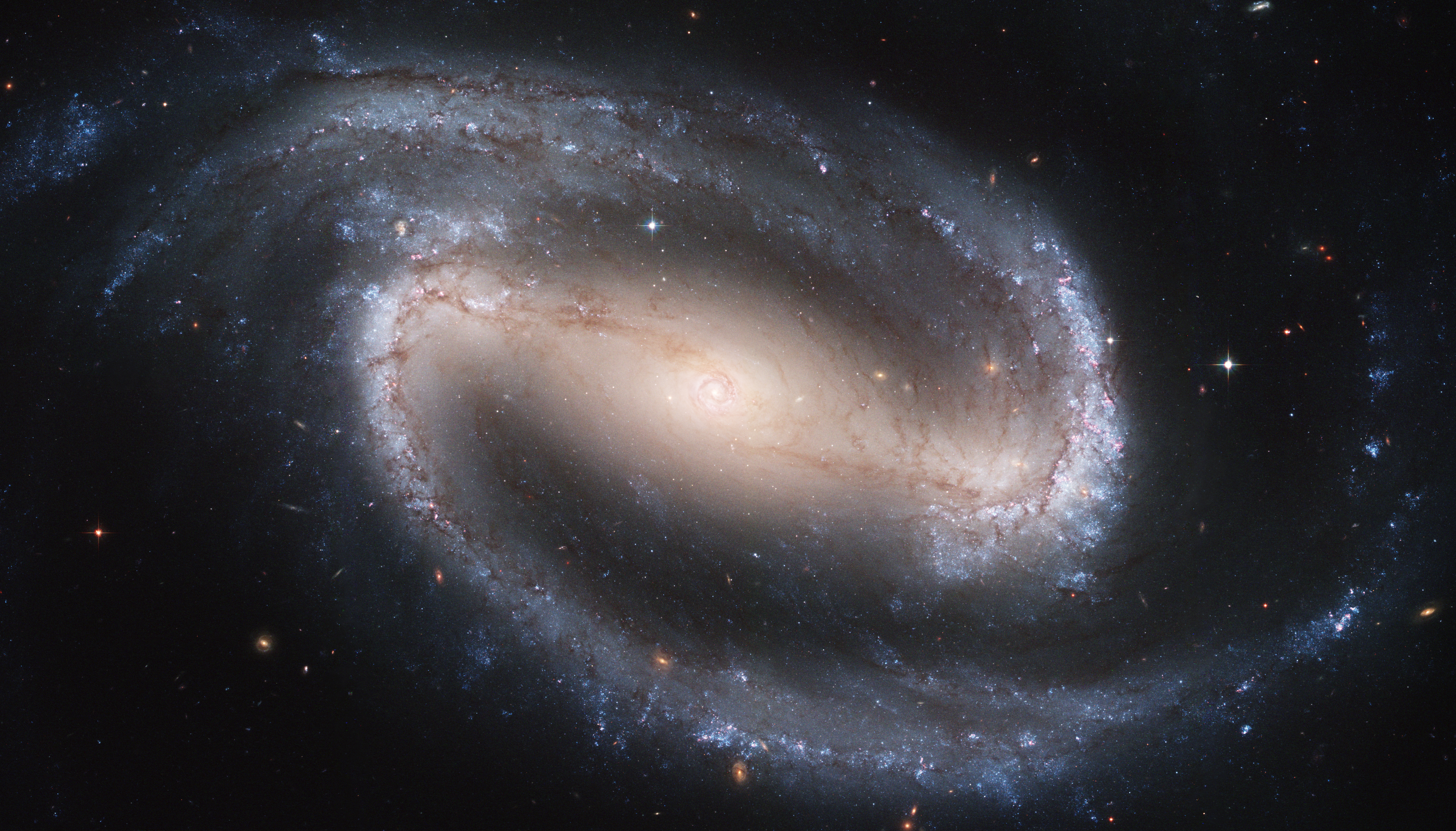
NGC 1300：一個棒旋星系的例子

在螺旋星系中，螺旋臂的形狀確實具有近似等角螺線的形狀。從理論上講，這種模式可以證明是恆星均勻旋轉質量的擾動造成的。與恆星一樣，螺旋臂圍繞中心旋轉，但它們以恆定的角速度旋轉。螺旋臂被認為是物質密度高的區域，或"密度波"。當恆星穿過螺旋臂時，每顆恆星的系統的空間速度被高密度的引力改變（當恆星從另一側離開後，速度恢復正常。）。這種效應類似於在高速公路上行駛的汽車因局部擁塞時減速的"浪潮"。因為高密度促進恆星的形成，因此它們蘊藏著許多明亮且年輕的恆星，這使螺旋臂較顯而易見。

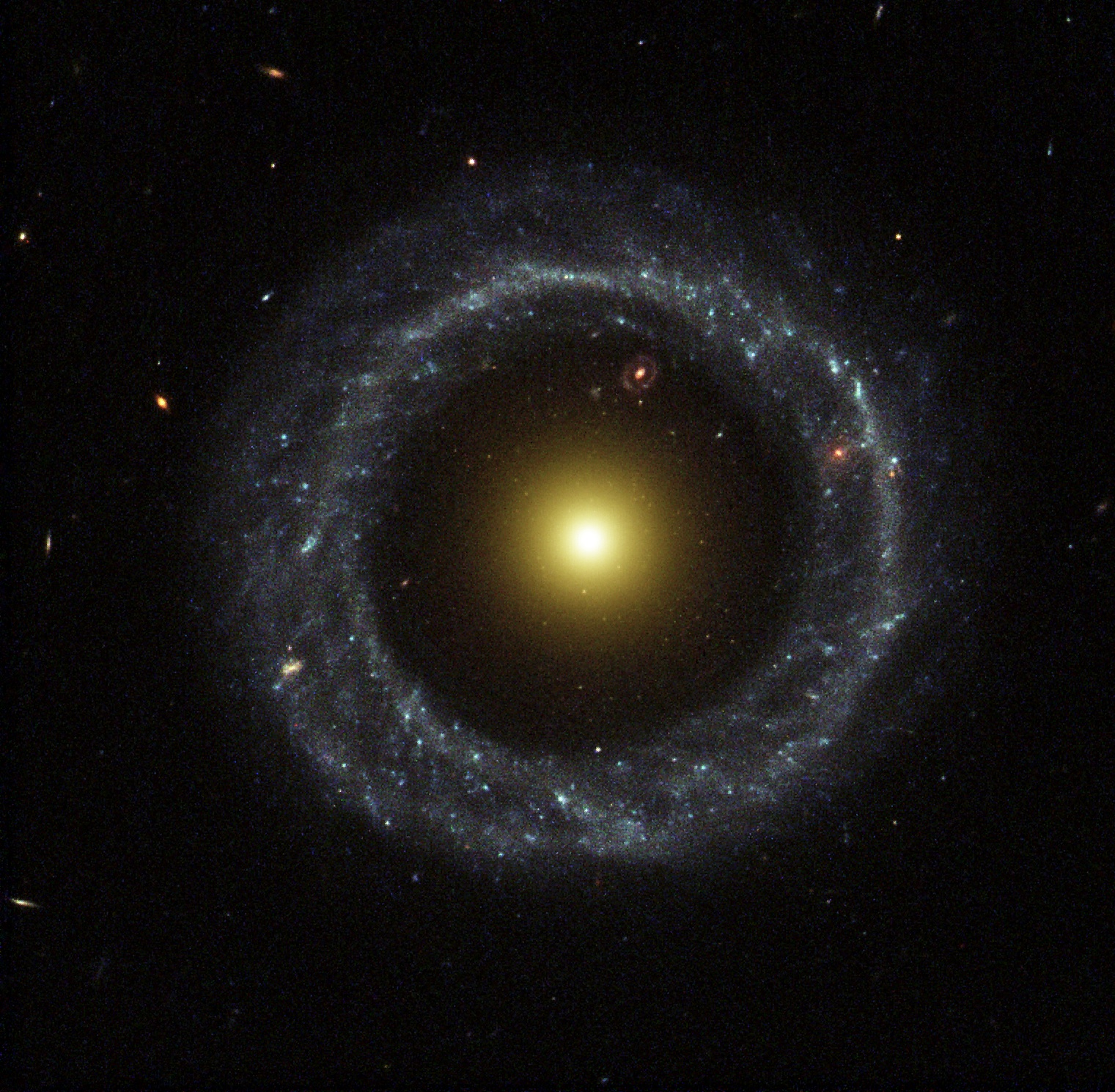
霍格天體：一個環星系的例子

#### 棒旋星系
大多數的螺旋星系，包括我們自己的銀河系，都有一個線性的條狀帶，向外延伸至核心的兩側，然後銜接到螺旋臂的結構上。在哈伯分類系統中，這類星系以"SB"表示，後面跟隨小寫字母（a、b、或c），表示螺旋臂的形態（與正常螺旋星系的分類相同）。棒被認為是臨時結構，由於密度波從核心向外輻射，或可能是與其他星系的潮汐交互作用而發生。可能是氣體沿著螺旋臂被引導至核心，許多棒旋星系是活躍的。
我們自己的星系，銀河系，是有著巨大圓盤形狀的棒旋星系，直徑大約30,000秒差距，厚約1,000秒差距。包含大約2千億（2×1011）顆恆星。恆星的總質量大約是6,000億（6×1011）太陽質量。

#### 超亮螺旋星系
最近，研究人描述了一種稱為超亮螺旋的星系。它們非常巨大，直徑可能超過437,000光年（銀河系的直徑只有100,000光年）。它們的質量估計為3,400億太陽質量，產生大量的紫外線和中紅外線。科學家認為它們的恆星形成速度比我們的銀河系快30倍左右。

### 其他型態
- 特殊星系是由於和其他星系的潮汐交互作用而形成的星系結構。
  - 環星系有一個由恆星和星際物質組成的環狀結構，圍繞著一個裸露的核心。環星系被認為是在一個較小的星系穿過一個螺旋星系的核心時產生的[79]。此類事件可能影響了仙女座星系，因為當使用紅外線觀測它時，它顯示出多環狀的結構[80]。
- 透鏡星系是一種兼具橢圓星系和螺旋星系性質的中間形式。它們在哈伯分類系統被歸類為S0型，有著界線不明確的螺旋臂和橢圓的恆星[81]（透鏡星系在哈伯分類為SB0。）。
- 不規則星系是指不能明確劃分為橢圓或螺旋形態的星系。
  - Irr-I有一些結構，但並不符合哈伯分類系統的結構，可能是遠本的結構已經被破壞了。
  - Irr-II沒有任何類似哈伯分類系統的結構，也可能是完全被破壞了。  [82]。附近的（矮星系）不規則星系包括麥哲倫雲。
- 超稀疏星系（ultra diffuse galaxy，UDG）是密度極低的星系。這種星系可能與銀河系大小相同，但可見的恆星數量僅為銀河系的1%。缺乏光度是因為它缺少形成恆星的氣體，這導致它只有古老的恆星族群。

### 矮星系
儘管有突出的橢圓星系和螺旋星系，但大多數星系都是矮星系。與其它星系比較，這些星系相對嬌小，大小大約是銀河系的1%，只包含數十億顆恆星。最近發現有超緻密的矮星系，它們的大小只有100秒差距
。
許多矮星系可能圍繞著一個更大的星系運行；我們的銀河系至少有十餘顆這樣的衛星星系，估計還有300-500顆尚未發現。矮星系也可以分為橢圓、螺旋或不規則。由於小的矮橢圓星系與大的橢圓星系幾乎沒有相似之處，所以它們通常會被稱為矮橢球星系來取代。
一項對銀河系附近27個矮星系的研究發現，不管這個矮星系有數千萬顆還是數億顆恆星，它的核心質量均約為1,000萬太陽質量。這導致了這樣的一種說法：星系主要由暗物質形成，最小的尺寸可能表明一種溫暗物質無法在較小的尺度上進行引力合併的形式（性質）。

## 其它類型的星系

### 交互作用

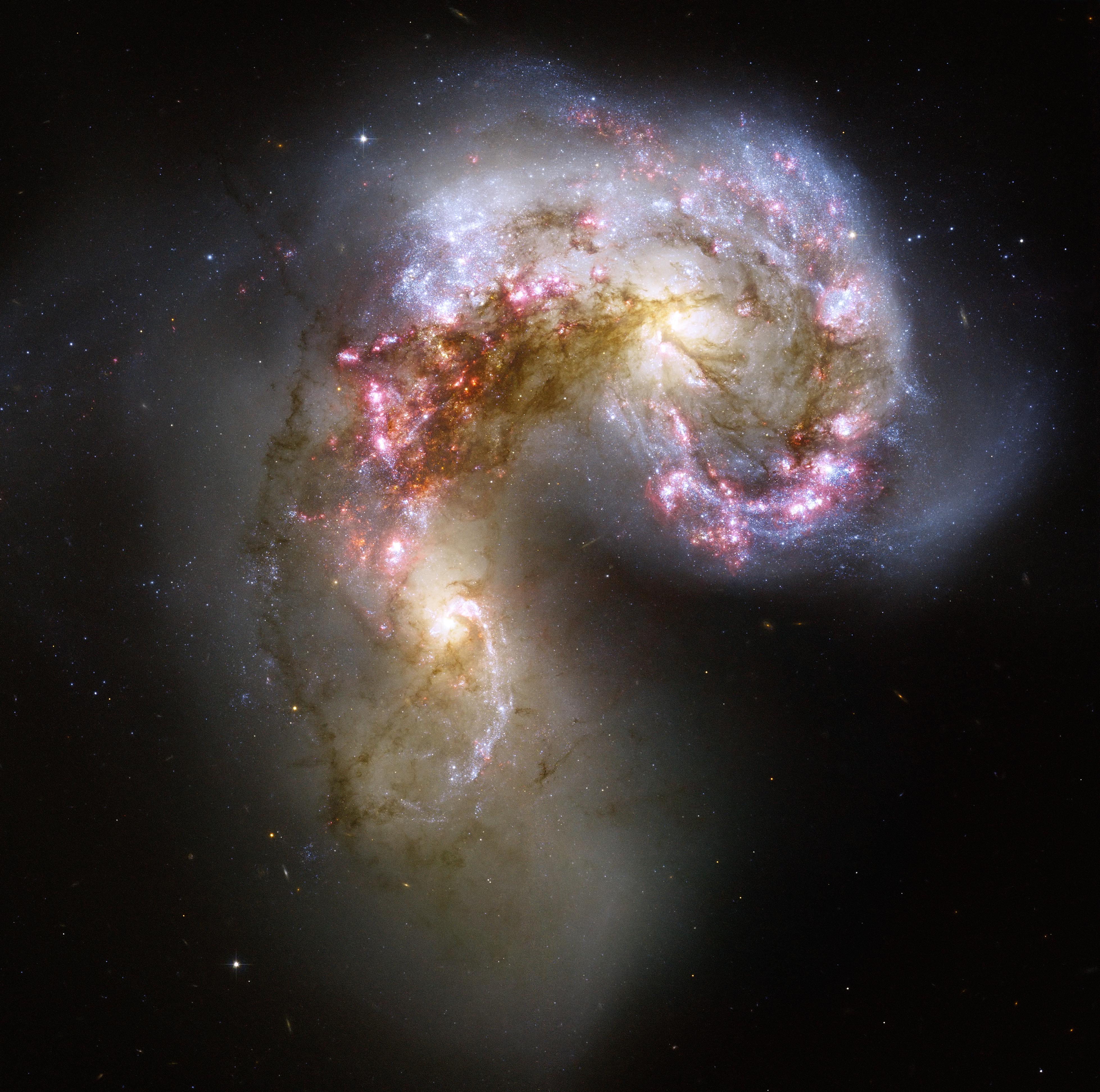
正在經歷一場碰撞中的觸鬚星系，最終將導致它們合併

星系間的交互作用相對頻繁，這在星系演化中扮演重要的角色。星系間的擦身而過會由於潮汐交互作用而導致扭曲變形，並可能導致一些氣體和塵埃的交換。
當兩個星系直接穿過彼此，就會發生碰撞，但如果有足夠的相對動量，就不會合併。交互作用星系中的恆星通常不會發生碰撞，但在兩者中的氣體和塵埃會相互作用，由實惠觸發恆星的生成。碰撞也會嚴重扭曲星系的型狀，形成棒狀、環狀或尾狀結構
最極端的交互作用是星系合併。在這種情況下，兩個星系的相對動量不足以讓兩個星系彼此通過。取而代之的是它們逐漸合併成一個更大的單一星系。與原本的星系對比，合併會導致形態上顯著的改變。如果合併的星系之一比另一個星系大很多，那麼過程的結果會被稱為吞噬。質量相對大很多的星系，相對的不會受到合併的影響，而較小的星系則會四分五裂。銀河系目前正在吞噬人馬座矮橢圓星系和大犬座矮星系 。

### 星暴星系

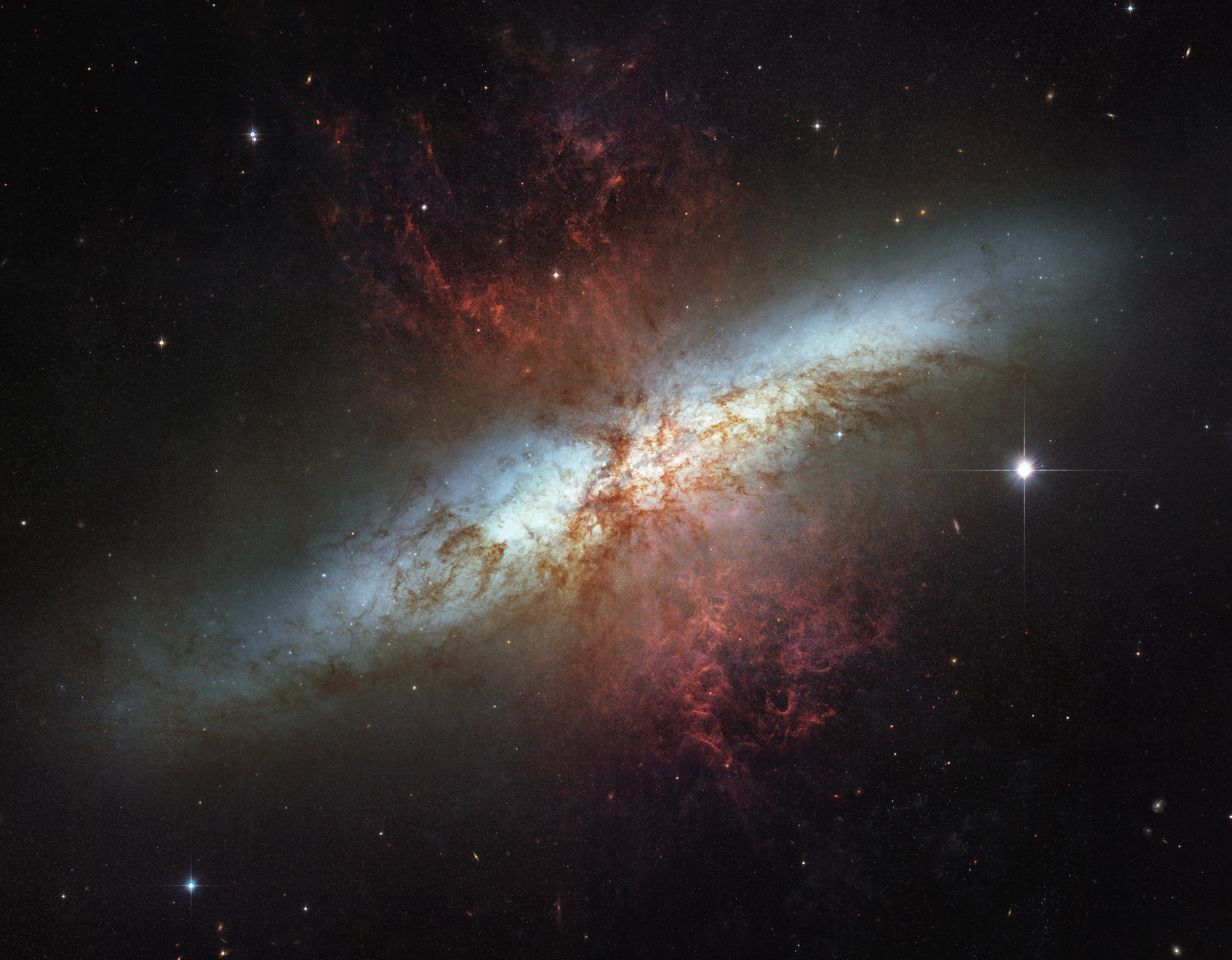
M82是一個星暴星系。它的恆星形成量是正常星系的10倍

在星系中的恆星是由巨大分子雲中儲備的冷氣體形成的。一些星系被觀察到以異常的速度形成恆星，這就是所謂的恆星爆發。如果它繼續這樣做，那麼將會在比星系壽命短的時間內消耗掉它們儲備的氣體。因此，恆星爆發通常只會持續大約一千萬年，這在星系的生命史上是相對較短的時間。星暴星系在宇宙早期更為常見，即使在現在，估計仍有15%的星系有這樣的恆星產生率。
星暴星系的特徵是氣體塵埃的濃度和新形成恆星的出現，包括大質量恆星電離周圍的雲氣形成H II區域。這些大質量恆星產生超新星爆炸，導致膨脹的殘餘物與周圍的氣體發生強而有力的交互作用。這些爆發引發恆星形成的連鎖反應，擴散到整個氣態區域。只有當可用的氣體幾乎被消耗或分散時，星爆活動才會結束。
恆星爆發通常與星系合併或交互作用相關。這種星暴形成交互作用的原型例子是M82，它曾經與較大的M81有過一次親密接觸。不規則星系經常表現出星爆活動的間隔結。

### 活躍星系

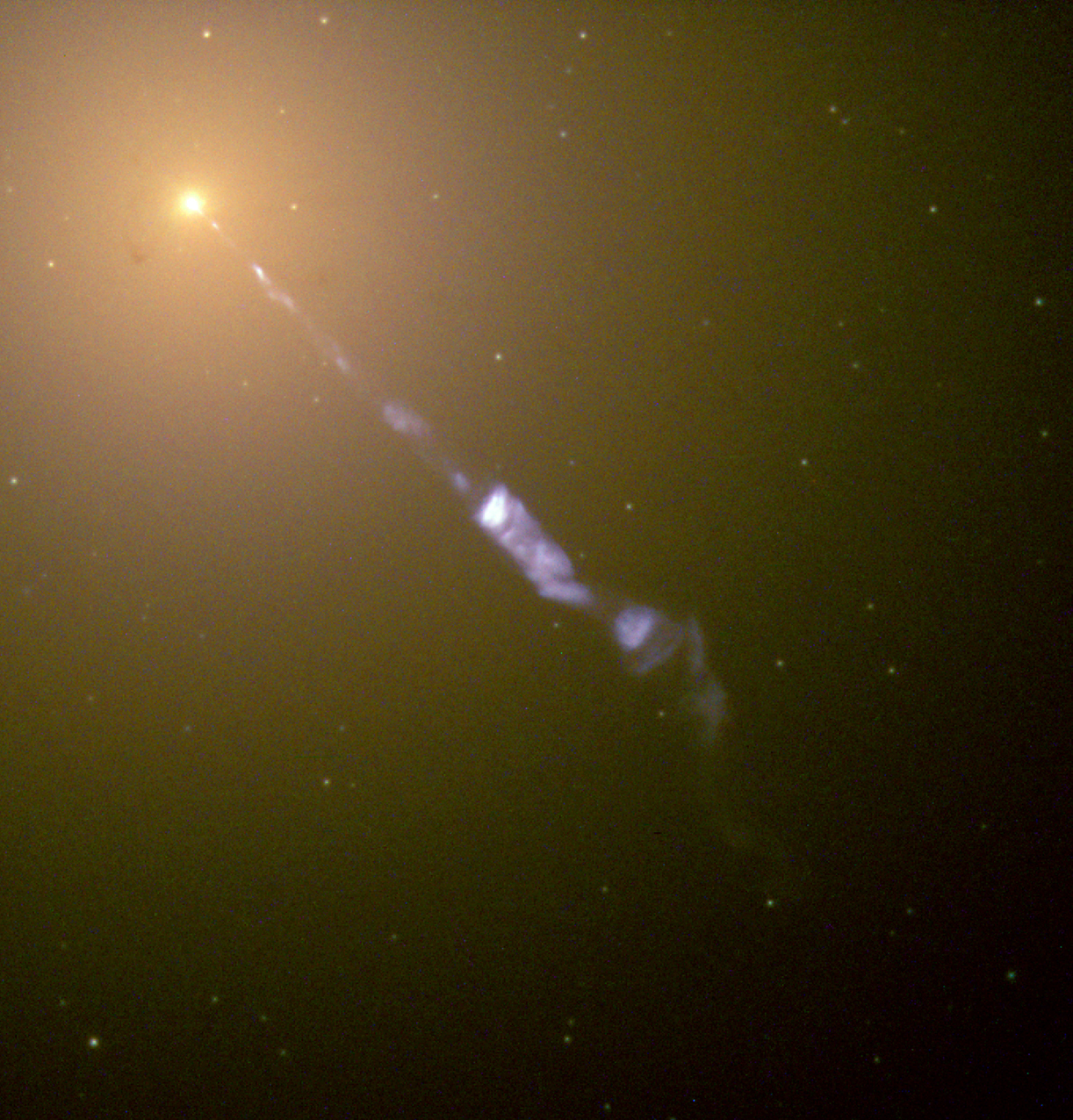
從核心發射出一股粒子噴流的橢圓電波星系M87

如果星系中包含一個活躍星系核（AGN），那麼有一部分觀測到的星系會被歸類為活躍星系。這種星系輸出的總能量有很大的一部分來是活躍星系核的發射，而不是由恆星、塵埃和星系的星際物質發射。
活躍星系核的標準模型是基於圍繞該星系核心區超大質量黑洞（SMBH）形成的吸積盤。在大約10%的星系中，一對方向截然相反的高能噴流已接近光速的速度從星系核新噴出粒子。產生這種噴流的機制尚不清楚。
- 依據它們亮度來分類的西佛星系或類星體，是以X射線的形式發射高能輻射的活躍星系。

#### 耀變體
耀變體（Blazar）被認為是一種活躍星系，有一個指向地球方向的相對論性噴流。一個電波星系從相對論性噴流發射電波的頻率。活動星系的統一模型認為，可以根據觀察者的視角解釋它們之間的差異

#### 低電離星系核
可能與活躍星系核（以及星暴區域）有關的是低電離星系核發射區域（LINERs）。這種類型星系的發射主要由弱電離的元素控制。弱電離輻射的激發元包括後AGB星、AGN、和激波。在鄰近的星系中，大約三分之一的被歸類為含有低電離星系核的核心。

#### 西佛星系
西佛星系是最大的兩個活耀星系群之一，另一群是類星體。它們有類似於類星體的核心（非常高光度、遙遠和明亮的電磁輻射源），表面亮度非常高，但與類星體不同的是可以清楚的探測到它們的宿主星系。西佛星系約佔所有星系的10%。在可見光下，大多數西佛星系看起來像正常的螺旋星系，但在使用其它波長研究時，其核心的亮度相當於整個銀河系大小星系的光度。

#### 類星體
類星體（/ˈkweɪzɑr/）或準恆星電波源是能量最大、距離最遠的活躍星系核成員。 類星體具有極高的亮度，最初被認為是包括電波和可見光的高紅移電磁能量源。它們看起來類似於恆星，而不是類似星系的擴展源。它們的亮度可以是我們銀河系的100倍。

### 亮紅外星系
亮紅外星系（LIRGs）是亮度測量值超過1011 L☉的星系。在可比較的總光度下，LIRGs比星暴星系、西佛星系、和類星體的數量更為豐富。亮紅外星系在紅外線中發射的能量比其它所有波長的總和還要多。LIRGs的亮度是太陽的1,000億倍。

## 性質

### 磁場
星系有自己的磁場。它們強大到足以在動力學上起重要的作用：它們推動質量流入星系中心，改變螺旋壁的形成，並影響星系周邊氣體的旋轉。磁場提供了氣體雲崩塌和新恆星形成所需要的角動量傳輸。
螺旋星系的平均均分強度約為1010μG（微高斯）或1 nT （奈特斯拉）。相較之下，地球磁場的平均強度約為0.3G（高斯或30μT（特斯拉|微特斯拉]]））。像M31和M33，我們銀河系的鄰居，這樣的弱電波星系，其磁場較弱（約5 μG）。而恆星形成率高、富含氣體的星系，例如M51、M83、和NGC 6946，平均有15μG。在突出的螺旋臂中，也是楞氣體和塵埃其中的區域，磁場强度可達25μG。最強的總均分場（50-100μG）出現在星暴星系中，例如M82和觸鬚星系，以及核星暴區域，例如NGC 1097和其它棒旋星系的中心。

## 形成和演化
星系的形成和演化在天體物理學中是一個活躍的研究領域。

### 形成

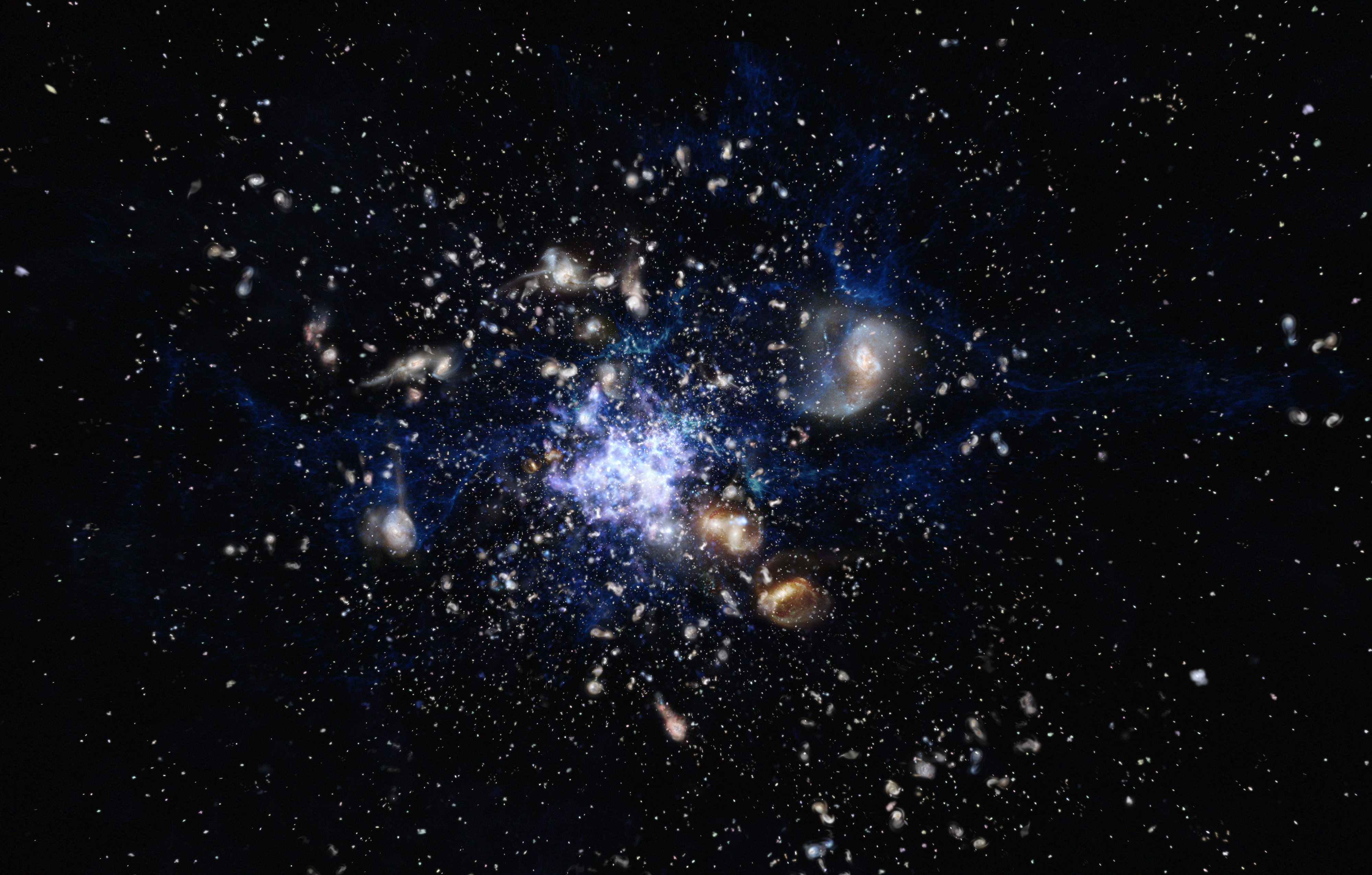
藝術家對早期宇宙形成源生星團的想像

現時早期宇宙的宇宙學模型是基於大爆炸理論。大約在大爆炸30萬年後，氫和氦原子開始形成，這一事件被稱為復合。幾乎所有的氫都是中性的（非電離的），在這之前光子很容易被吸收，而且恆星也還沒有開始形成。因此，這個時期之前被稱為黑暗時期。正是由於這種原始物質的密度波動（或各向異性的不規則性），大尺度結構開始出現。結果，大量的重子開始在冷暗物質暈內凝結。這些原始結構最終將成為我們今天看到的星系。

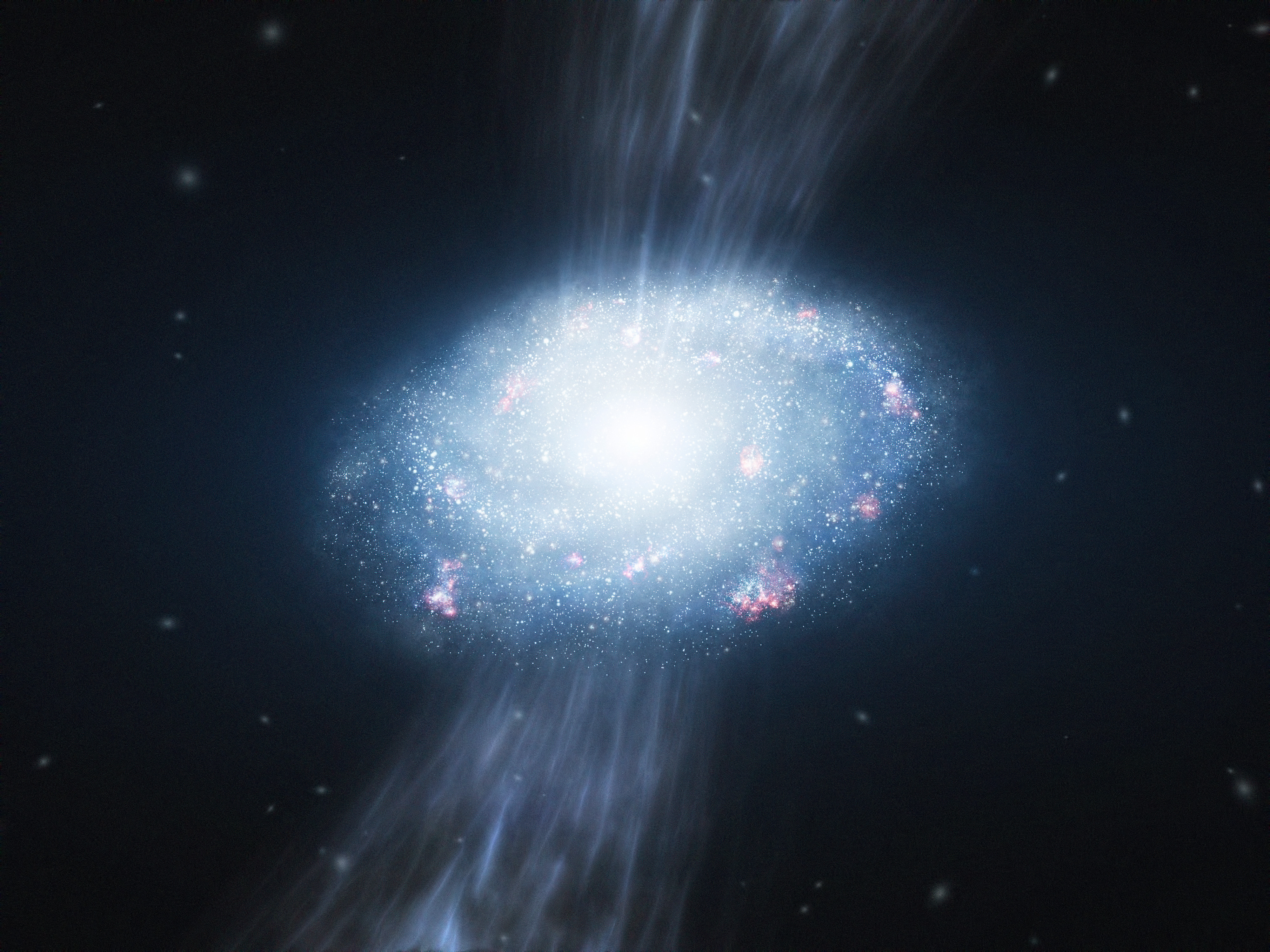
藝術家對年輕星系吸積物質的想像

#### 早期星系
2006年發現了星系出現的最早期證據，當時人們發現星系IOK-1有著高達6.96的異常紅移，相當於大爆炸發生後的7.5億年，是迄今所見最遙遠、最原始的星系。
雖然一些科學家聲稱其它天體（例如阿貝爾1835 IR1916）具有更高的紅移（因此可以在宇宙演化的早期階段看到），但IOK-1的年齡和組成以敬更可靠的確定。在2012年12月，天文學家報告說UDFj-39546284是已知最遠的天體，紅移值11.9。估計這個天體存在大爆炸（大約在138億年前）之後3.8億年，距離我們大約134.2光行程年。這種早期原星系的存在表明，它們一定是在所謂的"黑暗時代"生長的。截至2015年5月，星系EGS-zs8-1是測量到最遙遠、最早的星系，在大爆炸之後6.7億年形成。EGS-zs8-1的光花了130億年才到達地球，而因為在130億年裡宇宙膨脹的緣故，它現在距離地球遠達300億光年。

#### 早期星系形成

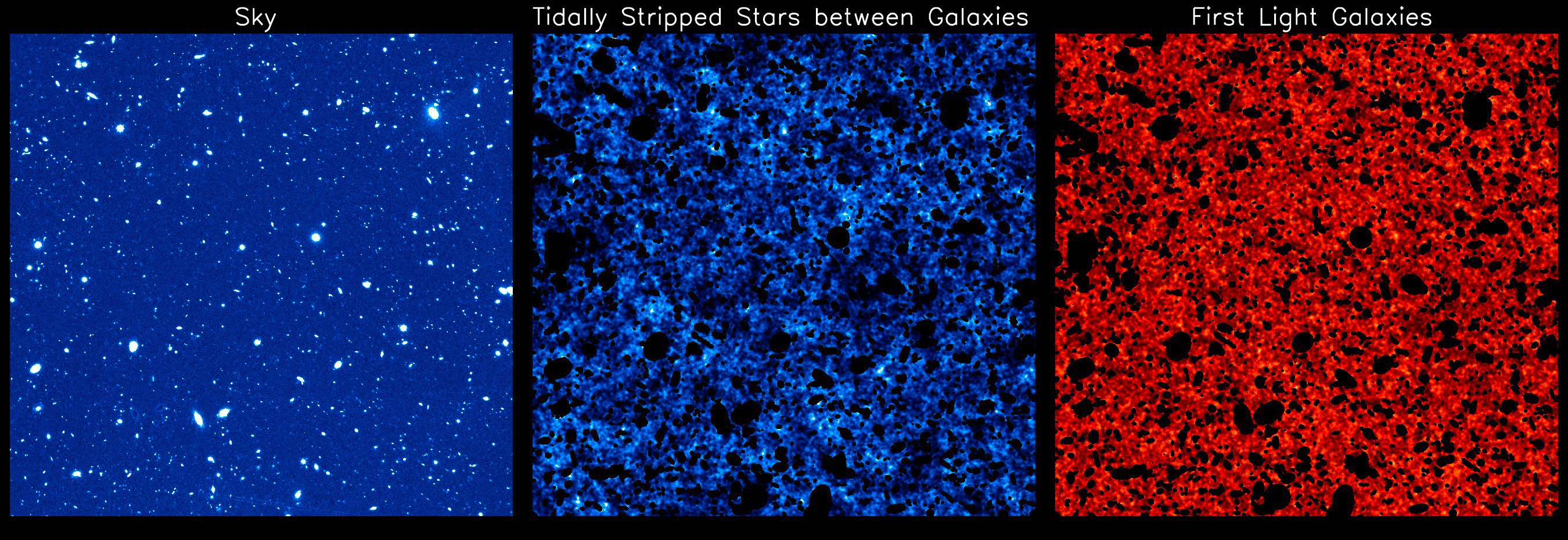
哈伯太空望遠鏡在深空探測中檢測到不同成分的近紅外背景光

在天體物理學中，早期星系形成的詳細過程是一個懸而未決的問題。理論上可以分為兩類：自上而下和自下而上。在自上而下的關聯（例如Eggen–Lynden-Bell–Sandage的[ELS]模型）中，原星系在持續大約一億年的大規模同時的坍塌中形成。在自下而上的理論中（如Searle-Zinn的[SZ]模型），如球狀星團的小結構首先形成，然後大量這樣的天體吸積形成一個更大的。
一但原星系開始形成和收縮，第一顆暈星（稱為第三族恆星）出現在它們的內部。它們幾乎完全由氫組成，而且可能是巨大的。如果是這樣的話，這些巨大的恆星會很快耗盡它們的燃料，變成超新星，將重元素釋放出並成為到星際物質。 第一代恆星重新電離了周圍的中性氫，形成在空間中不斷膨脹的氣泡，光子很容易通過這些氣泡傳播。
在2015年6月，天文學家報告發現第三族恆星存在於 z = 6.60的宇宙紅移7號星系的證據。這類恆星很可能存在於非常早期的宇宙中（即高紅移），並且可能已經開始產生比氫重的化學元素，而這些元素是我們所知之後形成行星和生命所需要的。

### 演化
在星系形成的10億年內，關鍵的結構開始出現。球狀星團、中央的超大質量黑洞，和一個缺乏金屬的核球與第二星族星開始形成。超大質量黑洞似乎在通過限制過量的物質和總質量，來積極調節星系的增長方面，起著關鍵作用。在這個早期，星系經歷了一次恆星形成的大爆發。
在接下來的20億年裡，積累的物質沉澱成一個星系盤。星系將在其整個生命週期內，不斷吸收來自高速雲和矮星系的物質，這些物質主要是氫和氦。恆星誕生和死亡的循環，緩慢地增加重元素的豐度，最終允許行星的形成。
星系的演化會受到交互作用和碰撞的顯著影響。星系合併在早期是很常見的，而且大多數的星系型態都很特殊。考慮到恆星之間的距離，碰撞星系中絕大多數的恆星系統並不會受到影響。然而，構成螺旋臂的星際氣體和塵埃受到引力剝離，會產生一長串稱為潮汐尾的恆星流。在NGC 4676或觸鬚星系的例子可以看見形成的潮汐尾。
銀河系和附近的仙女座星系正以大約130千米/秒的速度相互接近。根據徑向速度，兩者在大約50到60億年後相撞。儘管銀河系以前從未與仙女座星系那麼大的星係發生碰撞，但過去曾與較小的矮星系碰撞的證據越來越多。
如此大規模的相互作用是罕見的。隨著時間的推移，兩個規模相等的星系核變得越來越罕見。在過去的數十億年裡，大多數明亮的星系基本上保持不變，恆星形成的速率可能也在100億年前就達到頂峰。

### 未來趨勢
螺旋星系和銀河系一樣，只要螺旋臂中的分子雲有密集的星際氫，就會產生新一代的恆星。橢圓星系基本上沒有這種氣體，因此形成的新恒星很少。恒星形成物質的供應是有限的；一旦恒星將可用的氫供應轉化為更重的元素，新恒星的形成就會結束。
目前的恆星形成時代，預計將持續長達1,000億年。然後"恒星時代"將因為我們宇宙中最小、壽命最長的恆星，微小的紅矮星開始衰亡，在大約10兆到100兆年（1013–1014年）逐漸消退。在恒星時代末期，星系將由緻密天體組成：棕矮星、冷卻中或已經冷卻的白矮星（即黑矮星）、中子星和黑洞。最終，由於引力弛豫，所有的恆星若不是落入星系中心的超大質量黑洞，就是由於碰撞而落入星系間空間。

## 大尺度結構
深空探測顯示，星系通常以群或團的形式存在。在過去的十億年裡，沒有與另一個質量相當的星系發生明顯交互作用的孤立星系相對稀少。在被調查的星系中，大約只有5%的星系被發現是真正孤立的；然而，這些孤立的星系在過去可能與其它星系發生交互作用，甚至合併，而且可能還有較小的衛星星系在軌道上圍繞著它運行。孤立星系的氣體不會被附近的星系剝離，所以產生恆星的速率比正常的要高。
在最大的尺度上，宇宙不斷的膨脹，導致各個星系之間的平均距離增加（參見哈伯定律）。星系集團中的成員可以通過相互間的引力，在局部的尺度上克服這種膨脹。當暗物質將這些星系拉在一起時，這種關聯性很早就已經形成了。鄰近的群體，後來又合併成更大規模的群聚。這個正在進行的合併過程（以及流入氣體的湧入）將星系團內的星系際氣體加熱到非常高的溫度，達到30-100兆K。在一個星系團中，大約70–80% 的質量是以暗物質的形態存在著，另外10-30%的質量是由這種被加熱的氣體組成，剩下的少部分才以星系的形式存在。
大多數星系在引力作用下與許多其它星系相連。它們形成了一個類似分形的簇狀結構層次分佈，最小的這種關聯稱為群。星系群是最常見的星系團類型，這些構造包含了宇宙中大多數的星系（以及大部分重子的質量）。為了維持這樣一個星系群的引力束縛， 每個成員星系的速度必須足夠的低，才不至於逃逸（參見維里定理）。然而，若沒有足夠的動能，這些星系可能會通過合併，演化成星系數量較少的星系群。
星系團由數百至數千個星系組成，它們被引力束縛在一起。星系團通常由一個巨大的橢圓星系控制，這個星系稱為最亮團星系，隨著時間的推移，潮汐力摧毀了它的衛星星系，並將它們的質量據為己有。
超星系團包含數以萬計的星系，其中的成員以星系團、星系群、甚至個別的星系存在。在宇宙的大尺度結構中，星系被排列成薄片和細絲圍繞著巨大的空洞。在這個尺度之上，宇宙似乎在所有方向上都是相同的（各向同性）和均質，儘管此一概念在最近幾年受到許多大型結構的挑戰，但這些發現似乎超過了這個規模。武仙－北冕座長城的長度為100億光年（30億秒差距），是目前在宇宙中發現的最大結構。
銀河系是名為本星系群集團的成員，這是一個相對較小的星系群，直徑大約100萬秒差距。銀河系和仙女座星系是其中最亮的兩個星系；其它許多成員都是矮星系，是這兩個星系的衛星星系。本星系團本身又是室女超星系團內的一個似雲狀結構的一部分，這是以室女座星系團為中心的星系群和星系團組成的擴張形結構。而室女超星系團本身又是巨大的雙魚-鯨魚座超星系團複合體的一部分。

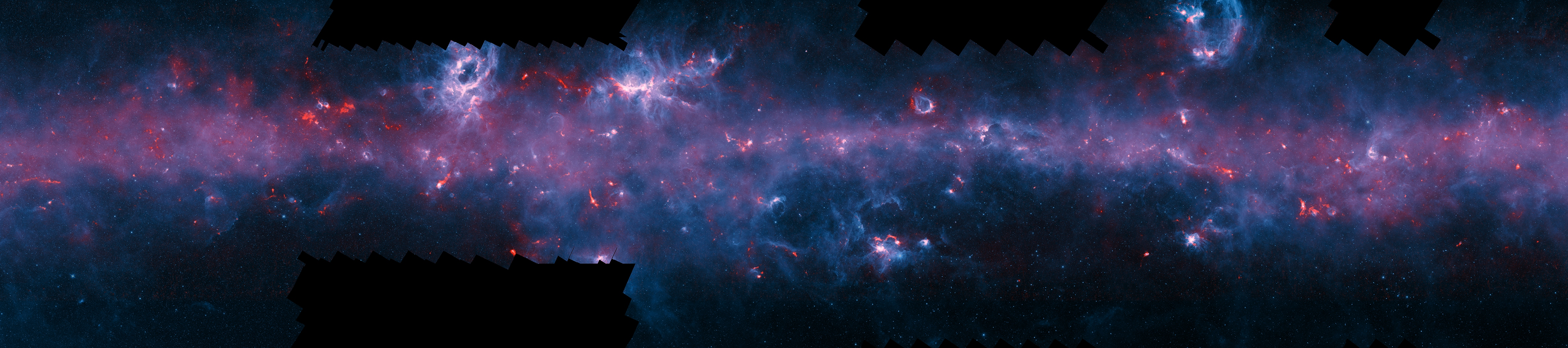
次毫米波長觀看的銀河系盤面南側

## 多波段觀測
大部分恆星的輻射峰值都在可見光譜中，因此觀測形成星系的恆星一直是可見光天文學的重要組成部分。它也是以光譜觀測電離氫區和研究塵埃臂分布的有利部分。
存在星際物質中的塵埃對可見光是不透明的。它對遠紅外線較為透明，可以用來非常詳細地觀察巨大分子雲和核球的內部區域。紅外線也被用來觀察形成得更早的遙遠的紅移星系。水蒸氣和二氧化碳吸收了許多有用的紅外光譜部分，因此高空或太空望遠鏡被用於紅外天文學。
第一次對星系，特別是活躍星系的非可見光研究是利用電波頻率進行的。地球大氣層對在5Hz到30GHz之間的電波幾乎是透明的（電離層阻止低於此頻率的信號）。大的電波干涉儀被用來繪製活躍星系核發射的活躍噴流。 電波望遠鏡也可以用於觀測中性氫（通過21公分輻射），包括，潛在的，早期宇宙中後來崩塌形成星系的非電離。
紫外線和X射線望遠鏡可以觀測到高能量的星系現象。當遙遠星系中的恆星被附近黑洞的潮汐力撕裂時，有時會觀測到紫外線閃焰（耀斑）。熱氣體在星系團中的分布可以用X射線來描繪。通過X射線天文學證實了星系核心存在超大質量黑洞。

## 註解
1. ↑  在哈伯分類系統左側的星系有時被稱為"早期型"，而右側的星系則被稱為"晚期型"。
2. ↑  "場星系"這個名詞有時被用來指孤立的星系，但也被用來描述不屬於星系團，但可能是星系群成員的星系。

### 來源
- . ESO. 2000-05-03  [2007-01-03]. （原始内容存档于2009-01-09）.

## 外部連結
- NASA/IPAC Extragalactic Database (NED) （页面存档备份，存于） (NED-Distances （页面存档备份，存于）)
- Galaxies，In Our Time (BBC Radio 4)的《In Our Time》節目。(現在聆聽)
- An Atlas of The Universe
- Galaxies — Information and amateur observations
- The Oldest Galaxy Yet Found
- Galaxy classification project, harnessing the power of the internet and the human brain （页面存档备份，存于）
- How many galaxies are in our universe? （页面存档备份，存于）
- The most beautiful galaxies on Astronoo
- 3-D Video (01:46) – Over a Million Galaxies of Billions of Stars each – BerkeleyLab/animated. （页面存档备份，存于）